# Melva de Andalucía

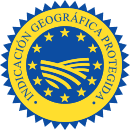
Logotipo de Indicación Geográfica Protegida.

Melva de Andalucía es una indicación geográfica protegida (IGP) de conservas de pescado elaborada en Andalucía. Esta indicación geográfica fue aprobada por Orden de 3 de mayo de 2013 de la Consejería de Agricultura y Pesca de la Junta de Andalucía y publicada en el BOE nº 103 de 23 de mayo de 2013. En la misma orden se aprobó la indicación geográfica de Caballa de Andalucía. La sede del Consejo Regulador de la IGP está ubicada en el municipio sevillano de Tomares.

## Zona geográfica
La zona de elaboración de la conserva de melva con protección se encuentra distribuida entre las diferentes provincias costeras andaluzas.
- De la provincia de Almería: Almería, Adra, Carboneras, Garrucha y Roquetas de Mar.
- De la provincia de Cádiz: Algeciras, Barbate, Cádiz, Chiclana de la Frontera, Chipiona, Conil de la Frontera, La Línea de la Concepción, El Puerto de Santa María, Rota, Sanlúcar de Barrameda y Tarifa.
- De la provincia de Granada: Almuñécar y Motril.
- De la provincia de Huelva: Ayamonte, Cartaya, Huelva, Isla Cristina, Lepe, Palos de la Frontera y Punta Umbría.
- De la provincia de Málaga: Estepona, Fuengirola, Málaga, Marbella y Vélez-Málaga.

## Composición
El pescado utilizado para la elaboración de las conservas procede de las especies Auxis rochei y Auxis thazard. Los filetes de melva se presentan en tres variantes según el líquido de cobertura que se utilice: aceite de oliva, aceite de girasol o agua de cocción.

## Elaboración
El proceso de elaboración de las conservas es artesanal, que es el tradicionalmente realizado en Andalucía desde la antigüedad, lo que lo diferencia de la elaboración del resto de conservas. En ningún momento se puede incorporar a la cadena de producción elementos químicos ni emplearse ningún tipo de aditivos, lo que permite conservar todas las características naturales del producto. El pelado de la melva se lleva a cabo de forma manual, sin intervención de productos químicos, consiguiéndose así un producto de óptima calidad que conserva todas sus propiedades. Esto distingue a la Melva de Andalucía de otras conservas que se realizan con pelado mecánico, que necesitan incorporar productos químicos durante el proceso.